# U-145 (tàu ngầm Đức) (1940)
U-145 là một tàu ngầm duyên hải  Lớp Type II thuộc phân lớp Type IID được Hải quân Đức Quốc Xã chế tạo vào đầu Chiến tranh Thế giới thứ hai. Những tàu ngầm Type II vốn quá nhỏ để có thể tiến hành các chiến dịch cách xa căn cứ nhà, nên chúng hầu như chỉ đảm nhiệm vai trò tàu huấn luyện tại các trường tàu ngầm Đức. Được huy động do tình trạng thiếu hụt tàu ngầm sau khi xung đột bùng nổ, U-145 đã thực hiện được ba chuyến tuần tra tại Bắc Hải và chung quanh quần đảo Anh, nhưng không đánh chìm được mục tiêu nào. Đến tháng 10, 1941, U-145 được rút về làm nhiệm vụ huấn luyện cho đến hết chiến tranh, và đã đầu hàng lực lượng Đồng Minh tại Helgoland vào tháng 5, 1945. Cuối cùng nó bị đánh đắm trong Chiến dịch Deadlight vào tháng 12, 1945.

## Thiết kế và chế tạo
Phân lớp Type IID là một phiên bản mở rộng của Type IIC dẫn trước. Chúng có trọng lượng choán nước 314 t (309 tấn Anh) khi nổi và 364 t (358 tấn Anh) khi lặn); tuy nhiên tải trọng tiêu chuẩn được công bố chỉ có 250 tấn Anh (254 t). Chúng có chiều dài chung 43,97 m (144 ft 3 in), lớp vỏ trong chịu áp lực dài 29,80 m (97 ft 9 in), mạn tàu rộng 4,92 m (16 ft 2 in), chiều cao 8,40 m (27 ft 7 in) và mớn nước 3,93 m (12 ft 11 in).
Chúng trang bị hai động cơ diesel MWM RS 127 S 6-xy lanh 4 thì công suất 700 mã lực mét (510 kW; 690 shp) để đi đường trường và hai động cơ/máy phát điện Siemens-Schuckert PG VV 322/36 tổng công suất 460 mã lực mét (340 kW; 450 shp) để lặn, hai trục chân vịt và hai chân vịt đường kính 0,85 m (3 ft). Các con tàu có thể lặn đến độ sâu 80–150 m (260–490 ft). Chúng đạt được tốc độ tối đa 12,7 kn (23,5 km/h) trên mặt nước và 7,4 kn (13,7 km/h) khi lặn,  với tầm hoạt động tối đa 3.800 nmi (7.000 km) khi đi tốc độ đường trường 8 kn (15 km/h), và 35–42 nmi (65–78 km) ở tốc độ 4 kn (7,4 km/h) khi lặn.
Vũ khí trang bị bao gồm ba ống phóng ngư lôi 53,3 cm (21 in) trước mũi, mang theo tổng cộng năm quả ngư lôi hoặc cho đến 12 quả thủy lôi TMA. Một pháo phòng không 2 cm (0,79 in) cũng được trang bị trên boong tàu. Thủy thủ đoàn bao gồm 25 sĩ quan và thủy thủ.
U-145 được đặt hàng vào ngày 25 tháng 9, 1939. Nó được đặt lườn tại xưởng tàu của hãng Deutsche Werke tại Kiel vào ngày 29 tháng 3, 1940, hạ thủy vào ngày 21 tháng 9, 1940, và nhập biên chế cùng Hải quân Đức Quốc Xã vào ngày 16 tháng 1, 1941 dưới quyền chỉ huy của Hạm trưởng, Trung úy Hải quân Heinrich Driver.

## Lịch sử hoạt động
U-145 đã thực hiện tổng cộng ba chuyến tuần tra trước khi được rút về làm nhiệm vụ huấn luyện cho đến hết chiến tranh. Vào giai đoạn kết thúc xung đột, U-145 đã đầu hàng lực lượng Đồng Minh tại Helgoland vào ngày 5 tháng 5, 1945. Nó sau đó được kéo đến Wilhelmshaven vào ngày 30 tháng 6, và cuối cùng bị đánh chìm trong khuôn khổ Chiến dịch Deadlight vào ngày 22 tháng 12, 1945, tại tọa độ 55°47′B 9°56′T / 55,783°B 9,933°T.